# Фредарий (виконт Каркассона)
Фре́дарий (лат. Fredarius, фр. Frédari, Fredario; IX век) — первый виконт Каркассона (не позднее 877 года), известный из исторических источников.
Происхождение Фредария и обстоятельства занятия им должности виконта Каркассона неизвестны. Впервые его имя было названо в хартии, данной 11 июня 877 года Олибе II королём Западно-Франкского государства Карлом II Лысым. В ней графу, в том числе, передавались земли и имущество, конфискованные ранее у нескольких мятежников, среди которых был и Фредарий со своей супругой Друфианой. Документ характеризует первого виконта Каркассона как «предателя», но не сообщает никаких дополнительных подробностей.
О дальнейшей судьбе Фредария ничего не известно. Датированная 16 июня 918 года хартия о большом съезде лангедокской знати, прошедшем в городе Альзон, содержит свидетельство, что среди других постановлений на этом собрании было принято решение о возвращении потомкам Фредария всех конфискованных у него в 877 году земель.
Следующим известным из источников виконтом Каркассона был упоминавшийся в 883 году Сикфред.